# Sajjada
Sajjada – wieś w Syrii, w muhafazie Aleppo, w dystrykcie Manbidż. W 2004 roku liczyła 770 mieszkańców.